# Wasserwirtschaft der Talayot-Kultur
Die Wasserwirtschaft der Talayot-Kultur bestand auf Menorca, aber auch auf Mallorca (Ets Antigors) aus mehreren, teils komplizierten Systemen mit dem Ziel, für Perioden des Niederschlag-Mangels Wasserreserven in kommunalen Speichern Zisternen – den Sitjots – vorzuhalten. 
Solche Wasserspeicher wurden in Sant Agustí Vell, Son Serra (Da Na Maria Civit), Torre d’en Galmés, Torralba d’en Salord, Torrelló, Binissafullet und Torre Vella ausgegraben. Die Installationen bestanden aus einem Netz von abgedeckten Kanälen, die eine Reihe von Mulden oder Trögen verbinden, die in den Fels geschnitten waren. In ihnen wurde das Wasser gesammelt und mit verschiedenen Methoden gereinigt. Die Talayotiker hatten auch Zisternen, in denen sich Regenwasser sammelte. 
Wichtigere Anlagen waren große Brunnen, wie diejenigen von Alcaidús (3), Binimaimut Cala’s Coves, Macarella und Na Patarrà, wo der Wasserspiegel über Rampen und aus dem Felsen geschnittene Treppen erreicht wurde.
Trinkwasser war ein wichtiges Element in der Entwicklung früher Gesellschaften. Von seinem Überfluss oder seinem Mangel, der für die mediterranen Inseln typisch ist, hing das Wohl der Menschen ab.